# Gulag – 10 Jahre Hölle
Gulag – 10 Jahre Hölle (Originaltitel: russisch Иван Денисович; internationaler englischsprachiger Titel: 100 Minutes) ist ein Filmdrama von Gleb Panfilow, das im August 2021 beim Locarno Film Festival seine Premiere feierte und im September 2021 in die russischen Kinos kommen soll. Der Film basiert auf der Geschichte Ein Tag im Leben des Iwan Denissowitsch von Alexander Solschenizyn.

## Handlung
Tausende von sowjetischen Soldaten haben gegen die Nazis gekämpft. Doch wenn sie den Fehler machten, sich von den Deutschen gefangen nehmen zu lassen, werden sie bei ihrer Heimkehr nach Russland von Stalins Justiz zu langjähriger Zwangsarbeit in sibirische Arbeitslager geschickt.

## Literarische Vorlage und Hintergrund

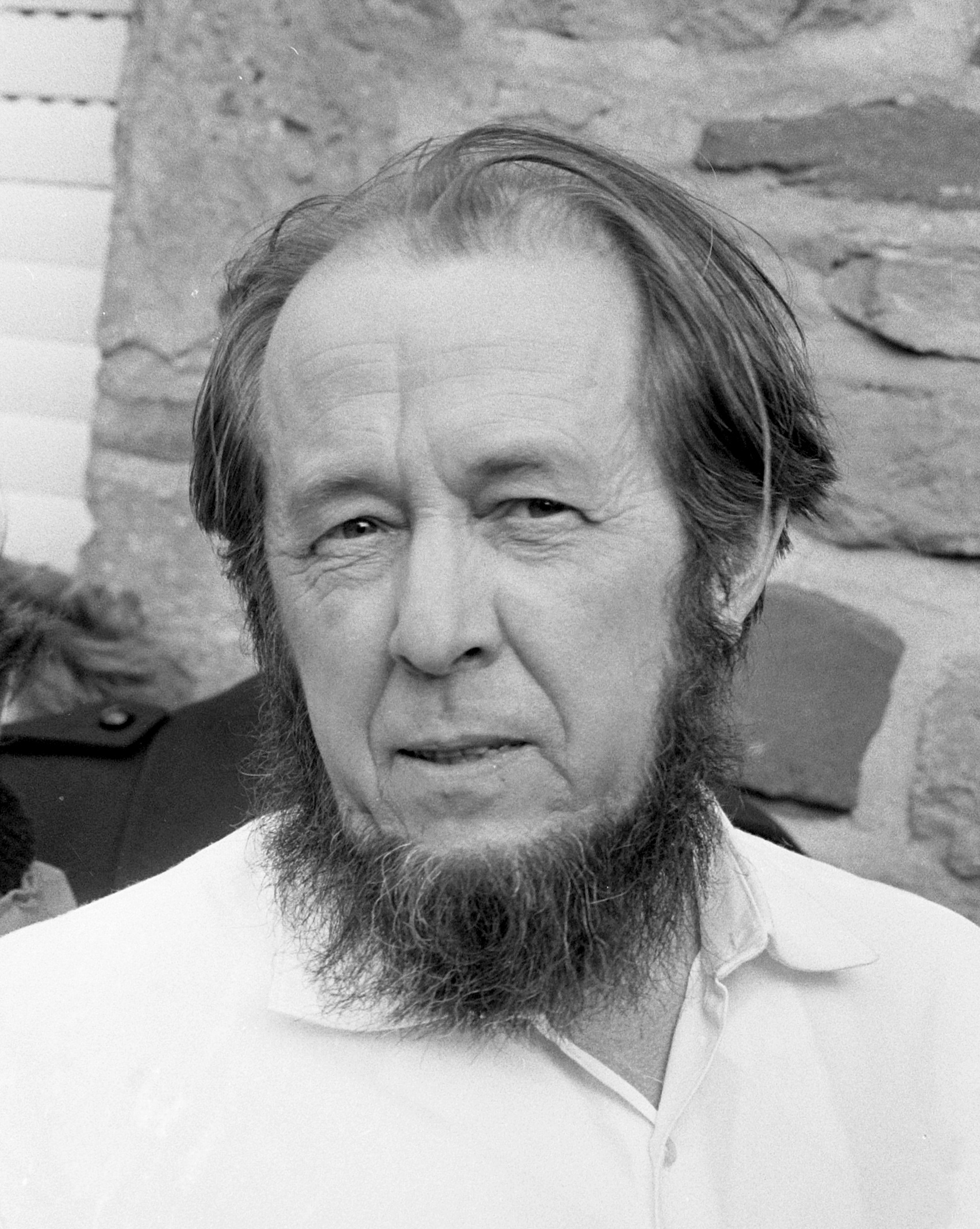
Alexander Solschenizyn

Der Film basiert auf der Geschichte Ein Tag im Leben des Iwan Denissowitsch (russ. Один день Ивана Денисовича / Adin djen Iwana Denissowitscha), die im November 1962 in der Moskauer Zeitschrift Nowy Mir als das Erstlingswerk von Alexander Solschenizyn erschien.  Solschenizyn erhielt 1970 den Nobelpreis für Literatur.

## Produktion
Regie führte Gleb Panfilow, der auch das Drehbuch schrieb. Es handelt sich nach einer langen Pause um Panfilows ersten Film seit Guilty without Guilt aus dem Jahre 2008. Nach seiner Zusammenarbeit mit Solschenizyn an der Fernsehserie The First Circle ab 2006, vertraute ihm der Autor die Verfilmung seiner Geschichte über Iwan Denissowitsch an. Der Film sei ein Versuch, die Frage nach dem Lebenswillen der Gefangenen wie Iwan Denissowitsch in den sibirischen Arbeitslagern und ihrer Motivation, sich jeden Tag aufs Neue der Hölle zu stellen, zu beantworten, erklärte Panfilow.
Filipp Jankowski spielt in der Titelrolle Iwan Denissowitsch.
Die Weltpremiere erfolgte am 13. August 2021 beim Locarno Film Festival auf der Piazza Grande. Am 23. September 2021 soll der Film in die russischen Kinos kommen.